# Parti du Chicoutimi Métropolitain
Le Parti du Chicoutimi Métropolitain (PCM) était un parti politique municipal de la ville de Chicoutimi au Québec.
Fondé en 1981 par l’homme d’affaires Ulric Blackburn, le Parti du Chicoutimi Métropolitain (PCM) a été créé afin de défaire le maire sortant Henri Girard lors de l’élection municipale de  novembre 1981. Monsieur Blackburn se fit élire à la mairie avec une équipe de six conseillers municipaux : André Belley, Eddy Lalancette, René Girard, David Chiasson, Gilbert Fillion et Paul Hayes.
Lors de l’élection à la mairie de 1997, le fondateur du parti Ulric Blackburn quitte son organisation politique pour se présenter comme candidat indépendant. Il sera défait par le notaire Jean Tremblay.
Après des tiraillements internes et une baisse dramatique[réf. nécessaire] du nombre d'adhérents, le Parti du Chicoutimi Métropolitain sera dissous sous la gouverne de son dernier président Paul Larouche.

## Sources
- Catherine Delisle, Rien ne bouge pour l'élection du 2 novembre, Le Quotidien, 16 août 1997, p. 4
- Catherine Delisle, Le PCM ferme ses livres, Le Quotidien, jeudi 21 mai 1998, p. 15.
- Bertrand Tremblay, Le maire Blackburn devient indépendant, Le Quotidien, jeudi 16 octobre 1997, p. 8